# Rhinoligia biocellata
Rhinoligia biocellata är en fjärilsart som beskrevs av Felder och Alois Friedrich Rogenhofer 1874. Rhinoligia biocellata ingår i släktet Rhinoligia och familjen mätare. Inga underarter finns listade.